# Krutkällaren i Tartu

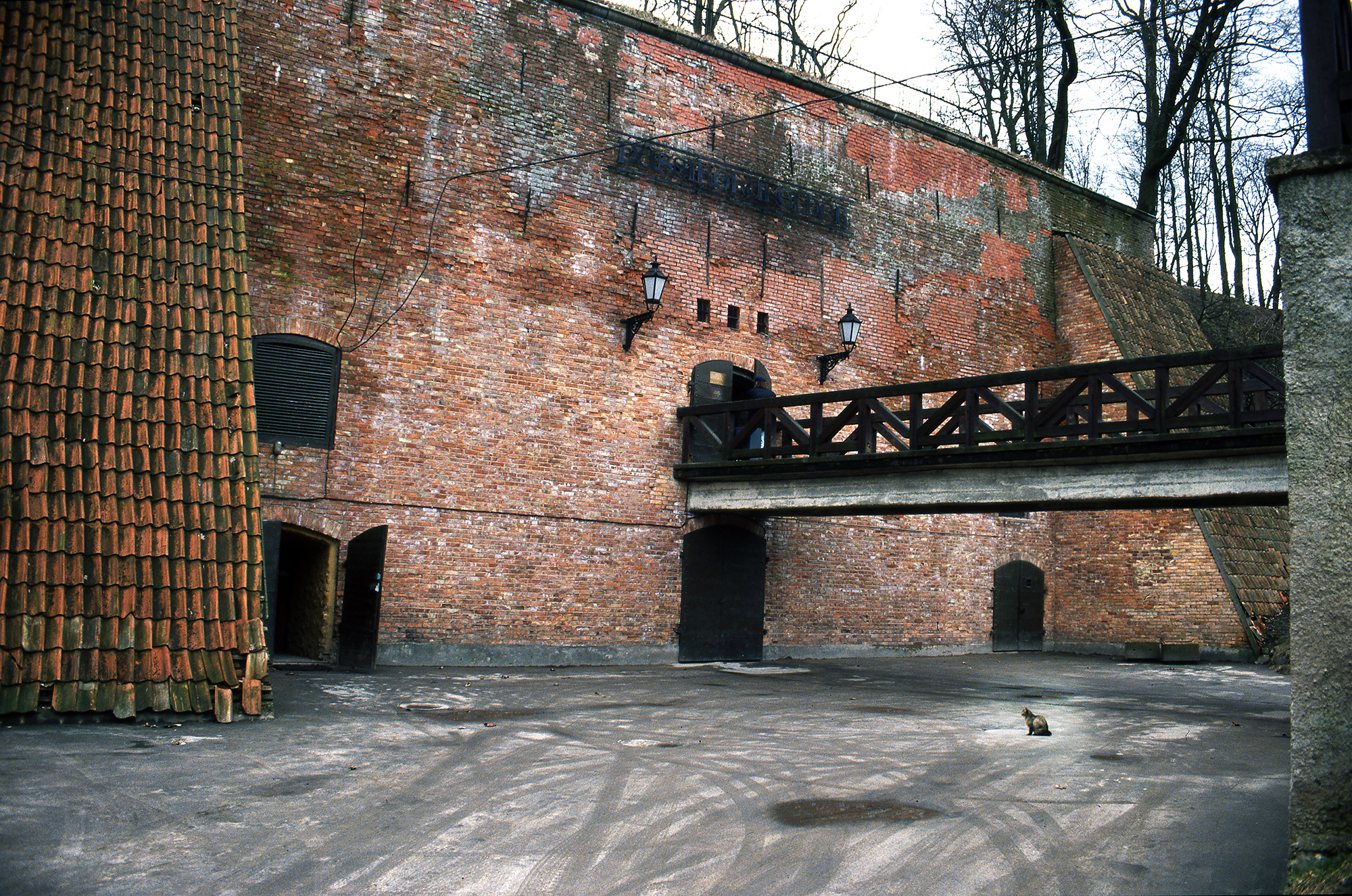
Krutkällaren i Tartu.

Krutkällaren i Tartu (estniska: Tartu Püssirohukelder) är ett tidigare krutmagasin i Tartu i Estland.
Byggnaden uppfördes 1768–1778 på uppdrag av Katarina II av Ryssland på sluttningen av Domberget på platsen för ett tidigare fort. Den byggdes av tegel från fortet och ruinerna av en medeltida kyrka dedikerad till Jungfru Maria och utnyttjade vallgraven och fortets metertjocka väggar som extra skydd.
Krutkällaren användes för lagring av krut till år 1809 och därefter som ölkällare. Från 1896 användes lokalerna av fakulteten för matematik och fysik vid 
Tartu universitet till undervisning och experiment.
På 1990-talet inreddes byggnaden till restaurang och senare till pub och diskotek. 